# 1850

## Събития
- 28 март – Сключен е Виенският книжовен договор.

## Родени
- Авксентий Битолски, български духовник
- Георги Мяхов, български военен деец († ?)
- Деспот Баджович, деец на Сръбската пропаганда в Македония († 1930)
- Джеймс Баучер, британски журналист
- Димитрие Боди, сръбски дипломат († 1942)
- Захарий Стоянов, български писател († 1889)
- Кириакулис Мавромихалис, гръцки политик
- Константин Дамянов, български просветен деец
- Константин Поменов, български политик
- Никола Астарджиев, български революционер
- Петър Пармаков, български революционер († 1876)
- Филарет Вафидис, гръцки духовник
- 14 януари – Пиер Лоти, френски писател († 1923)
- 15 януари – Михай Еминеску, румънски поет († 1889)
- 15 януари – София Ковалевска, руска математичка, писателка и публицистка
- 23 януари – Панайот Волов, български революционер († 1876)
- 27 януари – Джон Колиър, британски художник
- 27 януари – Едуард Джон Смит, английски капитан
- 12 февруари – Уилям Морис Дейвис, американски геоморфолог
- 14 февруари – Кейго Кийоура, министър-председател на Япония
- 24 април – Светослав Миларов-Сапунов, български писател
- 12 май – Михаил Векилски, български просветни дейци
- 18 май – Оливър Хевисайд,
- 6 юни – Карл Фердинанд Браун, немски физик, лауреат на Нобелова награда за физика през 1909 († 1918)
- 15 юни – Сава Мирков, български военен лекар
- 27 юни – Иван Вазов, български писател
- 5 август – Ги дьо Мопасан, френски писател († 1893)
- 26 август – Шарл Рише, френски физиолог, носител на Нобелова награда за физиология или медицина през 1913 († 1935).
- 5 септември – Ойген Голдщайн, германски физик († 1930)
- 8 октомври – Анри Луи льо Шателие, френски химик
- 11 ноември – Ангел Кънчев, български революционер († 1872)
- 13 ноември – Робърт Луис Стивънсън, британски писател (Островът на съкровищата)

## Починали
- Алекси Рилец, български архитект
- 1 януари – Хайнрих Фридрих Линк, германски ботаник
- 22 март – Карл Сигизмунд Кунт, германски ботаник
- 23 април – Уилям Уърдсуърт, английски поет
- 2 юли – Робърт Пийл, британски политик (* 1788)
- 17 август – Хосе де Сан Мартин, южноамерикански генерал, революционер и държавник
- 18 август – Оноре дьо Балзак, френски писател
- 22 август – Николаус Ленау, австрийски поет
- 26 август – Луи-Филип, крал на Франция
- 7 ноември – Феликс Арвер, френски поет
- 4 декември – Уилям Стърджън, английски физик
- 6 декември – Луи Жозеф Гей-Люсак, френски химик (* 1778)
- 24 декември – Фредерик Бастиа, френски философ

Вижте също:
- календара за тази година